# Winzerfest Groß-Umstadt

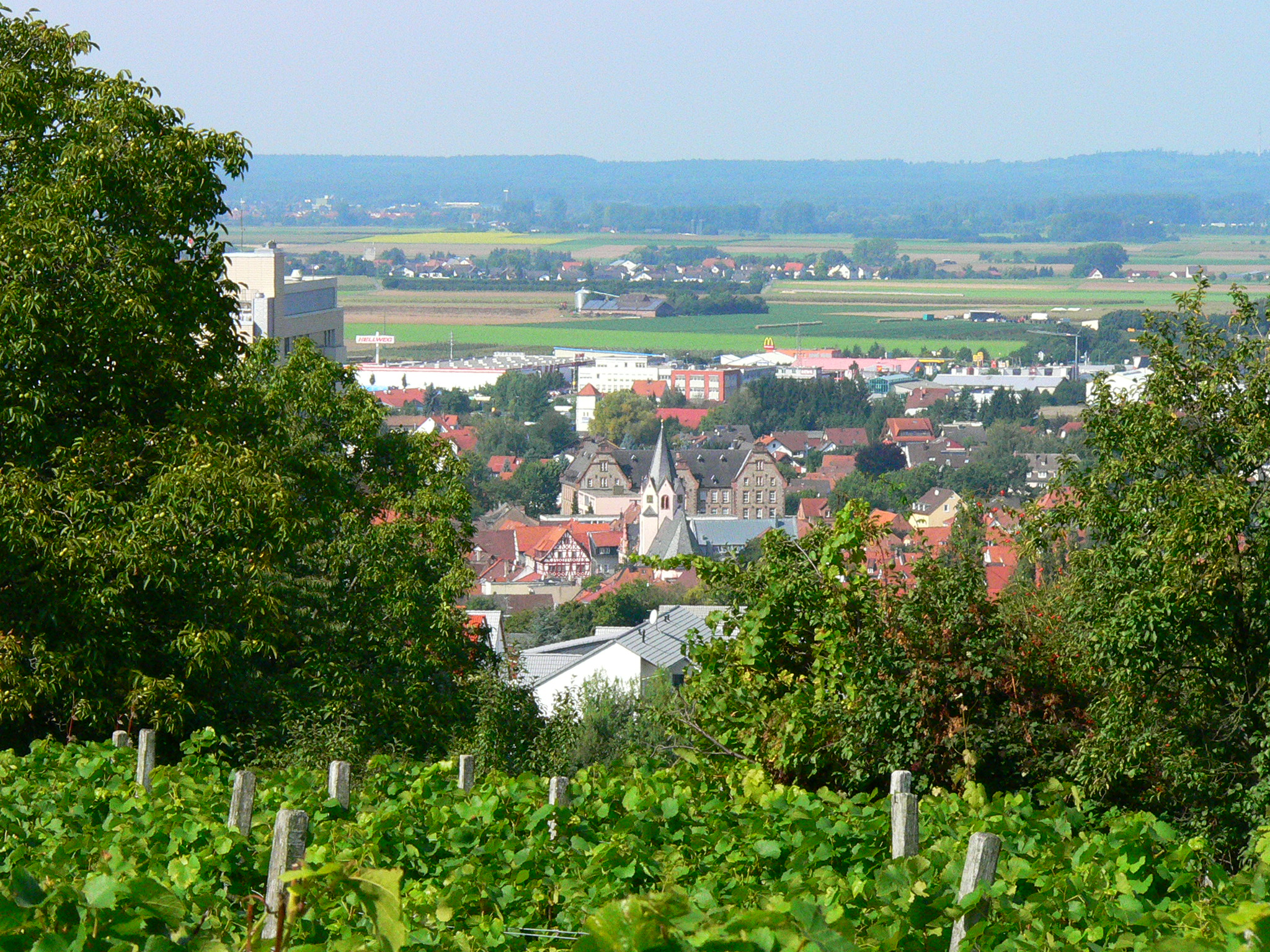
Blick auf Groß-Umstadt vom Weinberg aus

Das Groß-Umstädter Winzerfest in der Stadt Groß-Umstadt, auch Odenwälder Winzerfest genannt, ist eines der großen Weinfeste des Weinbaugebiets Hessische Bergstraße und das größte Fest der Odenwälder Weininsel. Traditionell findet das Winzerfest jährlich am Wochenende nach dem 15. September statt. Fällt dieser Tag auf ein Wochenende, dann findet das Fest an diesem Wochenende statt.

## Geschichte

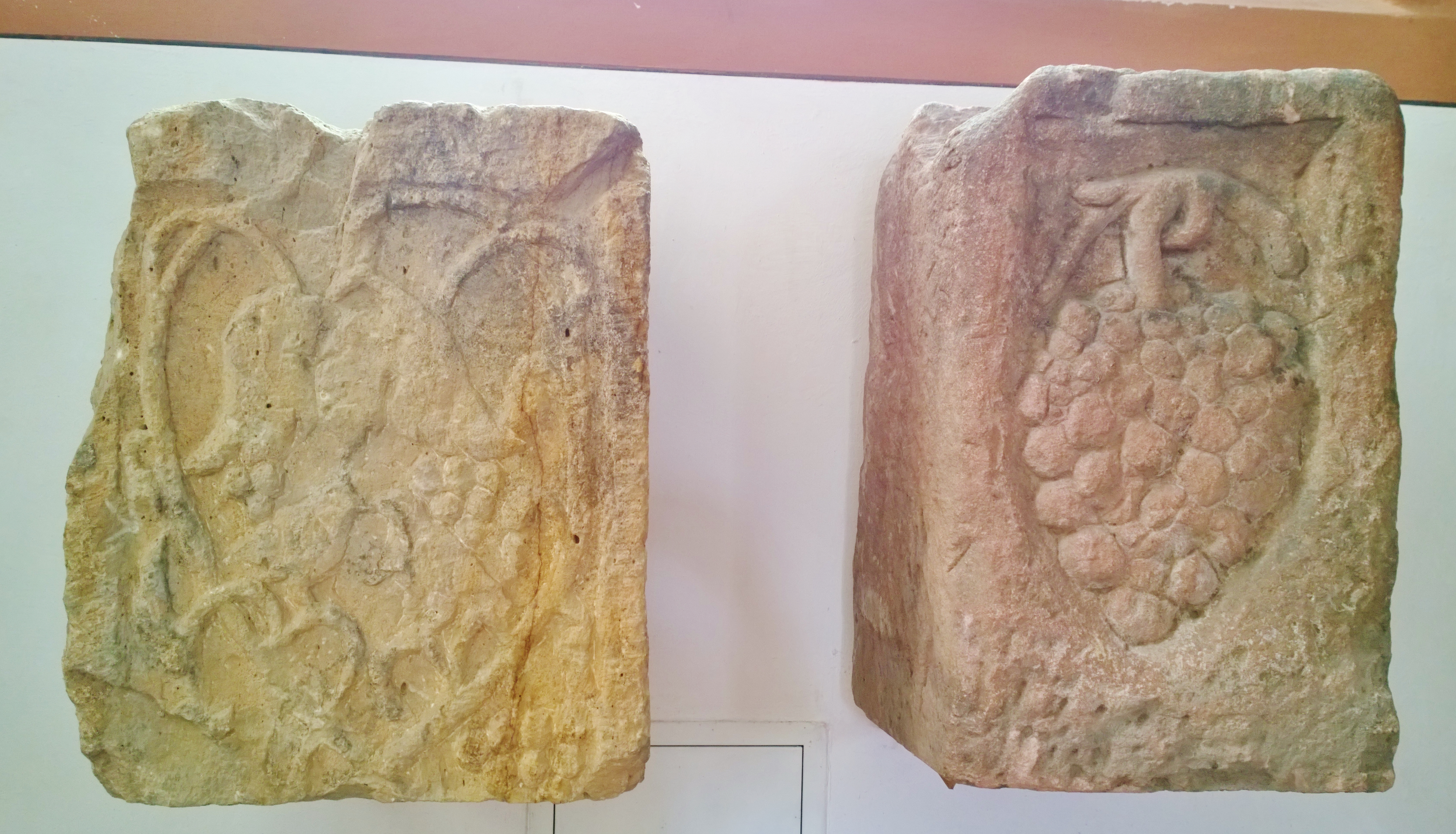
Die römischen Traubensteine in der Stadtkirche von Groß-Umstadt

Ein römischer „Traubenstein“ belegt den Weinbau, der seit dem Jahr 775 nachgewiesen ist. Eine Kopie des Traubensteins befindet sich im Museum und Kulturzentrum der Stadt Groß-Umstadt, in dem auch die Geschichte des Weinbaus verdeutlicht wird. Marktrecht ist für Groß-Umstadt seit 985 belegt, einen Viehmarkt gab es seit 1810. Vorläufer des Winzerfestes waren der Umstädter Markt, der seit 1835 begangen wurde, sowie der daraus hervorgegangene Pferde-, Fohlen-, Fasel- und Zuchtviehmarkt, der umgangssprachlich Gailsmäärd genannt wurde.
Eine städtische Weinprobe, die 1935 auf dem Markt eingeführt wurde, war der Grundstein für das Winzerfest. Das erste Winzerfest fand 1937 statt. Damals wurde auf dem Marktplatz ein Weindorf aus Zelten aufgebaut. Erste Festumzüge wurden 1937 und 1938 und dann wieder ab 1949 veranstaltet.
Nach dem Ende des Zweiten Weltkriegs lebte 1946 der Umstädter Markt in Verbindung mit dem Odenwälder Winzerfest wieder auf. Der Reiter zu Pferd, vor Ort Bauernreiter oder liebevoll Schockelgäulchens genannt, der heute noch als Logo die Plakate des Winzerfestes ziert, war erstmals 1949 auf einem Festzugszettel zu sehen, entworfen von Hartmut Pfeil; der Zeichner war 1944 in Groß-Umstadt untergekommen, nachdem er in Darmstadt ausgebombt worden war. Die Bauernreiter führen noch heute den Winzerfestumzug an.
1989 wurde der erste Bauernmarkt des Kreisbauernverbandes Darmstadt-Dieburg in der Georg-August-Zinn-Straße abgehalten, bis 1994 immer am Winzerfest-Samstag. Seit 1995 findet der Bauernmarkt eine Woche vor dem Winzerfest auf dem historischen Marktplatz statt. Seit dem Jahr 2000 gehört er offiziell zum Vorprogramm des Winzerfestes.
Die offizielle Zählung des Winzerfestes begann erst 1946, sodass 2016 das 70. Winzerfest in Groß-Umstadt begangen wurde, obwohl 2012 schon 75 Jahre Winzerfest gefeiert wurden.
Bedingt durch die COVID-19-Pandemie musste das Winzerfest 2020 und 2021 ausfallen, das 74. Winzerfest fand 2022 wieder statt. Die Weinhoheiten blieben jeweils für ein Doppeljahr 2019/2020 und 2021/2022 im Amt.

## Ablauf

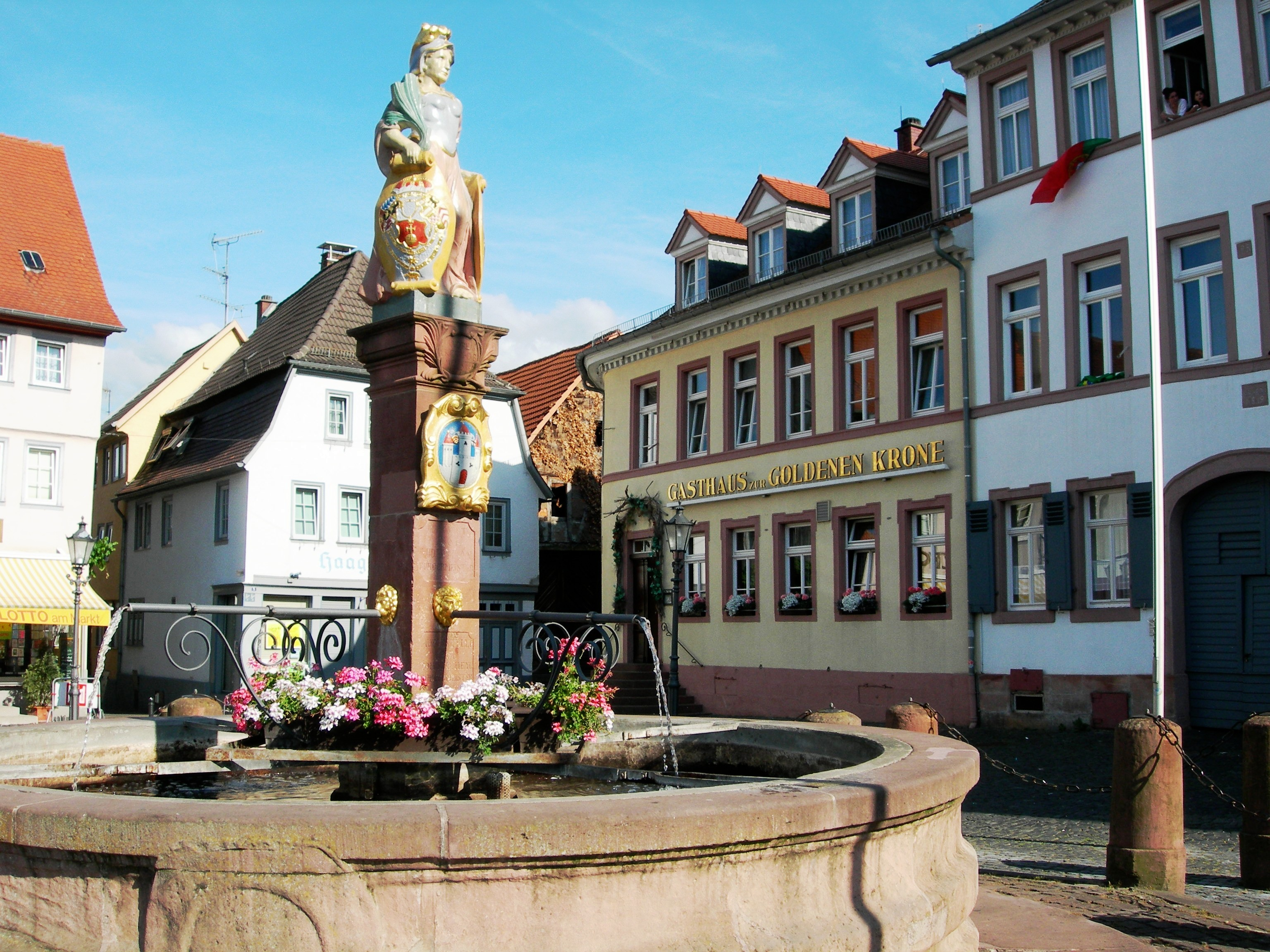
Historischer Marktplatz mit Bietjungferbrunnen

Zentraler Ort des Winzerfestes sind der historische Marktplatz und die umliegenden Gassen der Altstadt. Eingeleitet wird das Fest durch eine öffentliche Weinprobe am Samstag vor dem Fest. Die Woche bis zum Fest ist durch zahlreiche kleinere Veranstaltungen geprägt. Dazu gehören der Bauernmarkt, der Winzerfestlauf im Stadtteil Klein-Umstadt und die inoffizielle Eröffnung am Mittwochabend in den Weinkellern der Stadt, früher auch der Weinausschank in den Kellern des Wambolt’schen Schlosses.
Das Fest wird am Freitagabend eröffnet. Am Samstag werden in der Stadthalle die Weinkönigin und ihre Prinzessinnen gekrönt, dabei werden die Bürgermeister und Weinhoheiten der Partnerstädte vorgestellt und später auf dem Marktplatz dem „Volk“ präsentiert. Der Sonntagnachmittag steht im Zeichen eines Festumzugs, der üblicherweise um die 100 Wagennummern zählt. Am Montag klingt das Fest mit dem traditionellen Frühschoppen am Morgen und einem Auftritt der lokalen Band Los Veteranos am Abend aus; seit kurzem krönt eine Lasershow  den Festschluss. Musikalisch untermalt wird das Fest durch mehrere Bands auf Bühnen um den Marktplatz, vor dem Pfälzer Schloss und dem Wambolt’schen Schloss.
Seit 2006 wird das Winzerfest durch ein Veranstaltungsradio begleitet. Das Radio Wein-Welle wird organisiert durch die evangelische Jugend im Dekanat Vorderer Odenwald, sendet auf 88,9 MHz und ist im Umkreis von ungefähr 30 km zu empfangen.

## Winzerfestglas

Winzerfestglas im Halter der Winzergenossenschaft

Ausgeschenkt wird neben dem in Groß-Umstadt angebauten Wein nur der Wein aus den Partnergemeinden Saint-Péray und Santo Tirso. Der Ausschank erfolgt nur in das offizielle aktuelle Winzerfestglas. Es fasst 0,1 l und wird jedes Jahr mit einem neuen Umstädter Motiv herausgegeben, zuletzt in einer Auflage von 35.000 Stück. Das Winzerfestglas wird üblicherweise von den Winzerfestbesuchern in einer speziellen Halterung um den Hals getragen. Es dient als Eintrittskarte und ist durch das jährlich wechselnde Motiv zu einem Sammlerobjekt geworden. Während es bis zum Jahr 2010 noch für 1 € abgegeben wurde, waren es im darauffolgenden Jahr 2 €, 2017 2,50 € und 2022 erstmals 3 €.